# Carl-Michael Eide
Carl-Michael Eide, poznatiji kao Aggressor, Exhurtum i Czral (Oslo, Norveška, 24. srpnja 1974.), norveški je black metal-glazbenik i pjevač.
Eide je u karijeri svirao sa skupinama black metala i avangardnog metala kao što su Ved Buens Ende, Virus, Cadaver, Aura Noir, Dødheimsgard, Inferno, Ulver i Satyricon. Također je bio koncertni bubnjar sastava Dimmu Borgir.
Dana 26. ožujka 2005. Eide je pao s četverokatnice i nekoliko je mjeseci proveo u bolnici. Nakon te nesreće obje su mu noge ostale paralizirane. Danas više ne svira bubnjeve, ali je aktivan kao pjevač, gitarist i basist.

## Diskografija
Satyricon
- All Evil (1992.)

Ved Buens Ende
- Those Who Caress the Pale (1994.)
- Written in Waters (1995.)

Dødheimsgard
- 666 International (1999.)
- Supervillain Outcast (2007.)

Ulver
- Vargnatt (1993.)
- Rehearsal 1993 (1993.)

Aura Noir
- Black Thrash Attack (1996.)
- Deep Tracts of Hell (1998.)
- The Merciless (2004.)
- Hades Rise (2008.)
- Out to Die (2012.)
- Aura Noire (2018.)

Virus
- Carheart (2003.)
- The Black Flux (2008.)
- Demo 2000 (2009.)
- The Agent That Shapes the Desert (2011.)
- Oblivion Clock (2012.)
- Memento Collider (2016.)
- Investigator (2017.)

Inferno
- Utter Hell (1996.)
- Downtown Hades (1997.)

Cadaver
- Discipline (2001.)
- Necrosis (2004.)

Gostovanja
- Fleurety – Department of Apocalyptic Affairs (2000.)
- Ulver – Blood Inside (2005.)
- Zweizz – The Yawn of the New Age (2007.)
- Darkthrone – F.O.A.D. (2007.)